# Lars Sætra
Lars Sætra (24 juli 1991) is een Noors voetballer. De verdediger speelt voor Kalmar FF.

## Carrière
Sætra begon op jonge leeftijd met voetballen bij Strømsgodset. Hij doorliep de jeugdopleiding en maakte op 20 september 2009 zijn debuut in de hoofdmacht tegen Fredrikstad. In het seizoen 2010 groeide Sætra uit tot basisspeler in de Tippeligaen. In dat seizoen nam hij twee doelpunten voor zijn rekening. Beide keren scoorde hij met zijn hoofd. Op 31 augustus 2011 werd Sætra door Strømsgodset verhuurd aan Sandefjord.
De Noor maakte in de zomer van 2014 transfervrij de overstap van Strømsgodset naar het Zweedse Hammarby IF. In zijn eerste seizoen promoveerde de club naar de Allsvenskan. Sætra kwam dat jaar tot 14 wedstrijden, waarin hij één keer scoorde. In het daaropvolgende seizoen ontpopte de Noor zich tot een belangrijke speler in het team van trainer Nanne Bergstrand en kwam hij tot 29 wedstrijden waarin hij een doelpunt maakte. Het jaar erop kwam Sætra tot negentien wedstrijden. Daarna vertrok hij naar het Chinese Baoding Rongda. Toen die club in december 2017 degradeerde werd het contract van de Noor ontbonden.
Sætra keerde terug naar Strømsgodset, waar hij voor twee jaar tekende. Daarna speelde hij één seizoen voor  Tromsø. Sinds 31 maart 2021 staat de verdediger onder contract bij Kalmar FF.